# Dynamo Berlin (volley-ball féminin)
Pour les articles homonymes, voir Dynamo Berlin.
Le Dynamo Berlin est un club allemand de volley-ball féminin n'évoluant pas dans les deux premières divisions nationales.

## Palmarès
- National
  - Championnat d'Allemagne de l'Est : 1962, 1963, 1964, 1965, 1966, 1968, 1969, 1972, 1973, 1974, 1975, 1978, 1979, 1985, 1986, 1987, 1988, 1989, 1990
  - Coupe d'Allemagne de l'Est : 1964, 1966, 1967, 1968, 1983, 1984, 1985, 1986, 1987, 1989
- Européen
  - Coupe des Coupes : 1978, 1984, 1985